# Loxophlebia parea
Loxophlebia parea är en fjärilsart som beskrevs av Max Wilhelm Karl Draudt 1915. Loxophlebia parea ingår i släktet Loxophlebia och familjen björnspinnare. Inga underarter finns listade i Catalogue of Life.